# Hygrophorus chrysodon
Hygrophorus chrysodon es un hongo basidiomiceto comestible de la familia Hygrophoraceae. que habita en suelos calizos, normalmente en bosques de frondosas con cierto nivel de humedad. El cuerpo fructífero aflora en verano y otoño. El basónimo de esta especie es Agaricus chrysodon Batsch 1789, y su epíteto específico chrysodon significa "diente de oro". Su seta es comestible.

## Descripción
Posee un sombrero de unos 7 centímetros de diámetro, convexo al principio y aplanado más adelante, de textura viscosa en ambientes húmedos. Es de color blanco, cubierto con pequeñas manchas amarillentas y con el filo de color amarillo. Tiene láminas blancas, adnatas —es decir, adheridas al pie—. El estipe mide unos 6 centímetros de longitud y unos 1,5 de diámetro, es de color blanco y presenta como característica una banda formada por pequeñas manchas amarillas. La carne es blanca o amarillenta, sin olor y de sabor dulce. La esporada es blanca.